# Protea punctata
Protea punctata är en tvåhjärtbladig växtart som beskrevs av Meissn.. Protea punctata ingår i släktet Protea och familjen Proteaceae. Inga underarter finns listade i Catalogue of Life.